# Bootmen
Bootmen è un film del 2000 diretto da Dein Perry.
Si tratta dell'opera prima di Perry, più noto al grande pubblico come ballerino, coreografo ed ideatore dello show di tip-tap "Tap dogs".
Nonostante sia poco convenzionale, la pellicola ha avuto un buon riscontro da parte della critica e del pubblico, incassando quasi tre milioni di dollari al botteghino in Australia e aggiudicandosi diversi premi in festival nazionali come, tra gli altri, l'Australian Film Institute

## Trama
Newcastle, Australia: Sean e Mitchell sono due fratelli che, stanchi del loro lavoro in acciaieria, decidono di mettere in scena un innovativo spettacolo di danza il cui incasso sarà devoluto alle famiglie degli operai licenziati. Nonostante la povertà dei mezzi a disposizione (la location è un vecchio capannone abbandonato), l'idea avrà successo e consentirà a Sean di far diventare la sua passione un nuovo lavoro.
La trama, pur piuttosto semplice, consente di toccare vari temi sociali come la disoccupazione, la violenza e la xenofobia.